# Фінал кубка Англії з футболу 1968
Фінал кубка Англії з футболу 1968 — 87-й фінал найстарішого футбольного кубка у світі. Учасниками фіналу були команди «Вест-Бромвіч Альбіон» і «Евертон».
Фінальна гра, проведена 18 травня 1968 року, завершилася у додатковий час з рахунком 1:0 на користь «Вест-Бромвіч Альбіон», який здобув свій п'ятий титул володаря Кубка Англії.

## Шлях до фіналу
| «Вест-Бромвіч Альбіон» | «Вест-Бромвіч Альбіон» | «Вест-Бромвіч Альбіон»                                                           | Раунд           | «Евертон»         | «Евертон» | «Евертон»                |
| ---------------------- | ---------------------- | -------------------------------------------------------------------------------- | --------------- | ----------------- | --------- | ------------------------ |
| Суперник               | Результат              | Матчі                                                                            |                 | Суперник          | Результат | Матчі                    |
| «Колчестер Юнайтед»    | 5–1                    | 1–1 на виїзді, 4–0 вдома (перегравання)                                          | Третій раунд    | «Саутпорт»        | 1–0       | 1–0 на виїзді            |
| «Саутгемптон»          | 4–3                    | 1–1 вдома, 3–2 на виїзді(перегравання)                                           | Четвертий раунд | «Карлайл Юнайтед» | 2–0       | 2–0 на виїзді            |
| «Портсмут»             | 2–1                    | 2–1 на виїзді                                                                    | П'ятий раунд    | «Транмер Роверз»  | 2–0       | 2–0 вдома                |
| «Ліверпуль»            | 3–2                    | 0–0 на виїзді, 0–0 вдома (перегравання), 2–1 на нейтральному полі (перегравання) | Шостий раунд    | «Лестер Сіті»     | 3–1       | 3–1 на виїзді            |
| «Бірмінгем Сіті»       | 2–0                    | 2–0 на нейтральному полі                                                         | 1/2 фіналу      | «Лідс Юнайтед»    | 1–0       | 1–0 на нейтральному полі |

## Матч
| 18 травня 1968 15:00 BST |

| Вест-Бромвіч Альбіон | 1:0 дч   | Евертон |
| -------------------- | -------- | ------- |
| Астл 93'             | Протокол |         |

| Вемблі, Лондон Глядачів: 100 000 Арбітр: Лео Каллаган |

|  |  |

|            |  |                  |  |                  |
|            |  |                  |  |                  |
| В          |  | Джон Осборн      |  |                  |
| З          |  | Грем Вільямс (к) |  |                  |
| З          |  | Джон Талбут      |  |                  |
| З          |  | Джон Кає         |  | Замінений        |
| З          |  | Дуг Фрейзер      |  |                  |
| ПЗ         |  | Клайв Кларк      |  |                  |
| ПЗ         |  | Грем Ловетт      |  |                  |
| ПЗ         |  | Іан Коллард      |  |                  |
| Н          |  | Боббі Гоуп       |  |                  |
| Н          |  | Тоні Браун       |  |                  |
| Н          |  | Джефф Астл       |  |                  |
| Заміни:    |  |                  |  |                  |
| З          |  | Денніс Кларк     |  | Вийшов на заміну |
| Тренер:    |  |                  |  |                  |
| Алан Ашман |  |                  |  |                  |

|                |  |                  |  |
|                |  |                  |  |
| В              |  | Гордон Вест      |  |
| З              |  | Рей Вілсон       |  |
| З              |  | Браян Лебоун (к) |  |
| З              |  | Джон Герст       |  |
| З              |  | Томмі Райт       |  |
| ПЗ             |  | Джонні Морріссі  |  |
| ПЗ             |  | Говард Кендалл   |  |
| ПЗ             |  | Колін Гарві      |  |
| ПЗ             |  | Алан Джеймс Болл |  |
| ПЗ             |  | Джиммі Хасбенд   |  |
| Н              |  | Джо Ройл         |  |
| Запасні:       |  |                  |  |
| З              |  | Роджер Кеньйон   |  |
| Тренер:        |  |                  |  |
| Гаррі Каттерік |  |                  |  |